# An Ideal for Living
《An Ideal for Living》은 잉글랜드의 포스트펑크 밴드 조이 디비전의 첫 번째 익스텐디드 플레이(EP)이다. 1978년 6월 3일 밴드의 레이블인 에니그마를 통해 바르샤바에서 조이 디비전으로 이름을 바꾼지 얼마 되지 않은 시점에 발매하였다.

## 녹음
모든 트랙은 1977년 12월 14일 올덤에 위치한 페닌 사운드 스튜디오에서 녹음을 하였다.

## 발매
7" 버전의 음반은 에니그마를 통해 발매하였다. 6월에 발매한 음반은 9월에 매진되었으며, 12" 버전은 10월 10일 어나니머스 레코드 레이블을 통해 발매되었다.
트랙 네 개는 모두 1988년 싱글 컴필레이션 음반 Substance에 수록되었다.
EP의 리마스터링 버전이 라이노 엔터테인먼트를 통해 2014년 레코드 스토어 데이에 발매됐다.

## 영향
이 EP는 매닉 스트리트 프리처스의 싱글 "A Design For Life"에 영향을 주었다.
| 전문가 평가  | 전문가 평가  |
| 평가 점수    | 평가 점수    |
| 출처         | 점수         |
| ------------ | ------------ |
| AllMusic     | [ 3 ]        |
| Melody Maker | (favourable) |

## 평가
올뮤직의 데이비드 클리어리는 별 다섯 개 만점 중 세 개를 부여하였다.

## 트랙 리스트
모든 노래는 조이 디비전이 썼다.
1. "Warsaw" – 2:26
2. "No Love Lost" – 3:42
3. "Leaders of Men" – 2:34
4. "Failures" – 3:44

## 발매 일정
| 바이닐 | 날짜             | 레이블            |
| ------ | ---------------- | ----------------- |
| 7"     | 1978년 6월 3일   | 에니그마 레코드   |
| 12"    | 1978년 10월 10일 | 어나니머스 레코드 |